# Bram van Sambeek
Bram van Sambeek (1980) is een Nederlands fagottist.

## Opleiding
Van Sambeek begon met fagotspelen toen hij 10 jaar oud was. Hij had aanvankelijk les van Fred Gaasterland en later aan het Koninklijk Conservatorium in Den Haag bij Joep Terwey en Johan Steinmann. Na zijn studie had hij nog les bij Gustavo Núñez en volgde hij masterclasses bij Klaus Thunemann en Sergio Azzolini. Het instrument dat van Sambeek bespeelt de Heckel nr. #11174, werd eerder bespeeld door Thunemann en Sergio Azzolini.

## Prijzen en onderscheidingen
Toen hij nog op de middelbare school zat behaalde Van Sambeek eerste prijzen op het Prinses Christina Concours en de nationale finale van de Stichting Jong Muziektalent Nederland (SJMN). In 1999 werd hij door de SJMN uitgeroepen tot Muziektalent van het jaar. In 2009 werd hem de Nederlandse Muziekprijs toegekend, de belangrijkste staatsprijs voor muziek. In 2008 ontving hij de tweede prijs op de internationale Gillet-Fox Competition, en in 2011 won hij een Borletti-Buitoni Trust award. In 2024 kreeg hij het Gouden Viooltje.

## Activiteiten
Van 2002-2011 was hij solofagottist van het Rotterdams Philharmonisch Orkest, en hij is regelmatig te gast als solofagottist bij het London Symphony Orchestra en het Mahler Chamber Orchestra. In 2012 werd hij toegelaten tot het programma “Chamber Music Society Two” van het Lincoln Center in New York. 
Sinds 2011 besloot Bram zich te focussen op kamermuziek en solospel, en hij doceert aan het Conservatorium van Den Haag.
Kamermuziek maakt Van Sambeek onder anderen met het Orlando Quintet. Van Sambeek speelt regelmatig op kamermuziekfestivals zoals het Delft Chamber Music Festival, het Orlando Festival, West Cork Chamber Music Festival en het Storioni Festival.
Ook is Van Sambeek actief als solist in Nederland en daarbuiten. Hij soleerde bij het Rotterdams Philharmonisch Orkest in het fagotconcert van Mozart (onder leiding van Mark Wigglesworth) en in de Sinfonie concertante (onder leiding van Arnold Östman). Verder speelde hij het fagotconcert van Rossini in het Patriarch Palace van het Kremlin in Moskou met het Kremlin Kamerorkest onder leiding van Misha Rachlevsky. Hij speelde ook de fagotconcerten van Vivaldi, Villa Lobos (met onder anderen Liza Ferschtman tijdens het Delft Chamber Music Festival) en Goebaidoelina en Jolivet.
In 2016 nam hij het fagotconcert van Kalevi Aho en het nieuwe fagotconcert van Sebastian Fagerlund op voor Bis Records.
- Bibliothèque nationale de France: cb16170222g (data)
- Gemeinsame Normdatei: 1262942071
- International Standard Name Identifier: 0000 0000 7527 6045
- Library of Congress Control Number: no2012075142
- MusicBrainz: 4107de55-c8c3-4be7-9a55-0569411155b0
- Système universitaire de documentation: 254425453
- Virtual International Authority File: 103668453
- WorldCat: E39PBJyh6TvqCJrFQYxv3CxJjC